# Koncepcja naukowego rozwoju
Koncepcja naukowego rozwoju – sformułowana przez Hu Jintao i obowiązująca obecnie w Chinach doktryna społeczno-ekonomiczna.
Koncepcja naukowego rozwoju została oficjalnie przyjęta i wpisana do statutu Komunistycznej Partii Chin podczas jej XVII Kongresu w październiku 2007.
Zgodnie z założeniem koncepcja naukowego rozwoju ma doprowadzić do zrównoważenia rozwoju chińskiej gospodarki, poprzez walkę z korupcją, wyrównanie różnic między bogatymi a biednymi, rozwój opieki socjalnej oraz ochronę środowiska naturalnego. Koncepcja ma doprowadzić do powstania w Chinach harmonijnego społeczeństwa.